# Aksionowo (rejon galicki)
Aksionowo (ros. Аксёново) – wieś (dieriewnia) w Rosji, w obwodzie kostromskim, w rejonie galickim. W 2010 liczyła 87 mieszkańców.